# Ernst Schneller

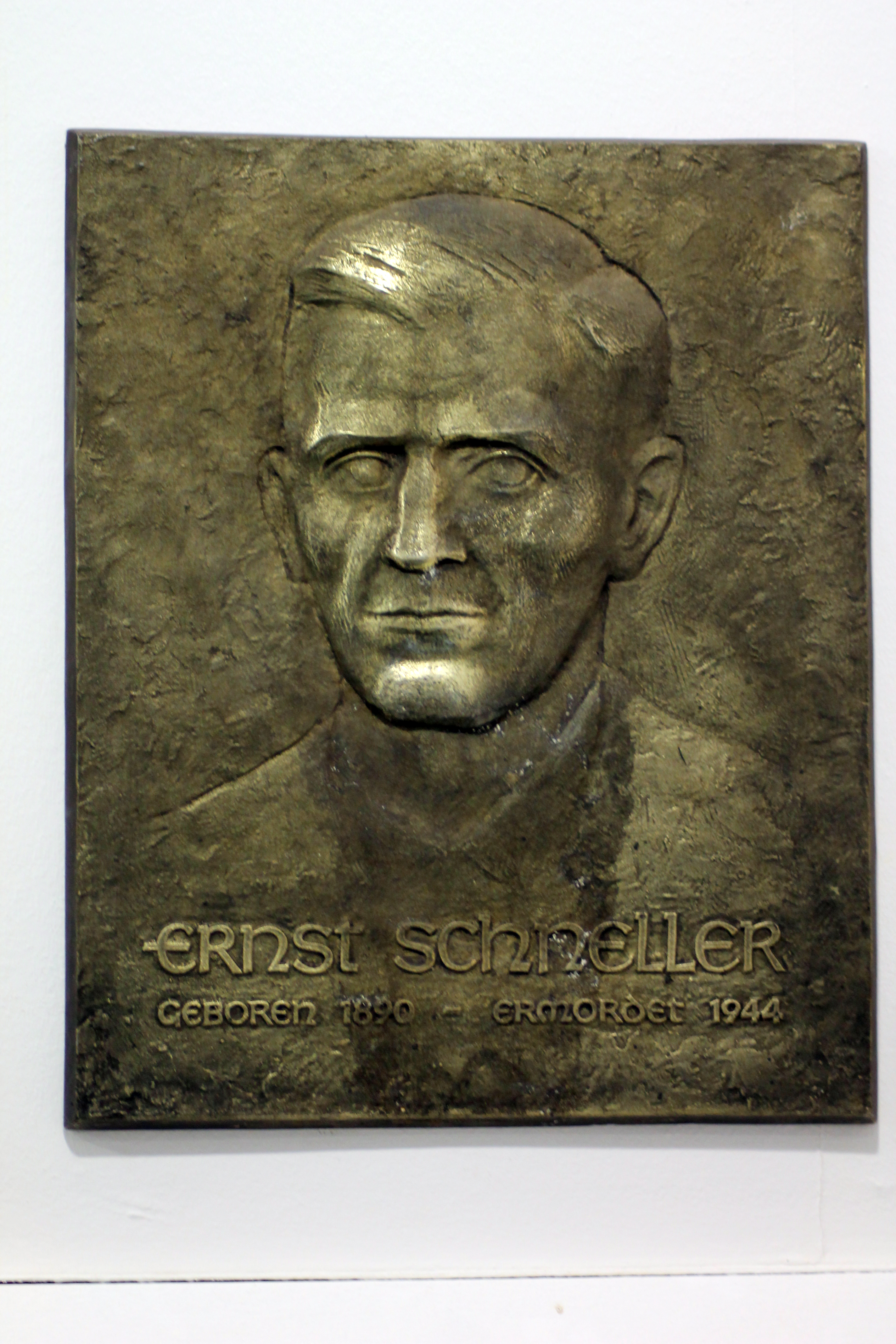
Ernst-Schneller-Relief im KZ Sachsenhausen

Ernst Hugo Schneller (* 8. November 1890 in Leipzig; † 11. Oktober 1944 im Konzentrationslager Sachsenhausen) war ein deutscher Politiker der SPD und KPD. Er war Gemeindevertreter in Schwarzenberg/Erzgebirge, Abgeordneter des Sächsischen Landtages und Mitglied des Reichstags. Er gehörte zum lagerinternen Widerstand des KZ Sachsenhausen und wurde nach Aufdeckung der Widerstandszelle von der SS zusammen mit anderen Häftlingen erschossen.

## Leben

### Erster Weltkrieg & Novemberrevolution
Der Sohn eines Eisenbahners und ehemaligen Soldaten besuchte bis zum Jahr 1910 ein Lehrerseminar, nach einem zeitweiligen Fernbleiben von diesem war er in den Jahren 1911 bis 1913 als Hilfslehrer und ab 1913 als Lehrer in verschiedenen sächsischen Städten tätig. Mit Beginn des Ersten Weltkriegs meldete Schneller sich im Jahr 1914 freiwillig und war seit 1916 Offizier, zuletzt 1918 in der Funktion eines Bataillonsadjutanten. In den Anfangsjahren wurde er in Frankreich, später an der Ostfront, eingesetzt. Während der Novemberrevolution war er Mitglied im Arbeiter- und Soldatenrat seiner Einheit in der Ukraine. Er kam im Jahr 1919 als Lehrer nach Schwarzenberg, wo er als ehemaliger Offizier zunächst auf Ablehnung stieß, was sich aber nach seinem Eintritt in die SPD, die er auch im Gemeinderat vertrat, änderte. Während des Kapp-Putsches organisierte der in militärischen Dingen erfahrene Schneller in Schwarzenberg den Widerstand; wenig später trat er in die KPD ein, da diese ihn durch ihr konsequentes Vorgehen beeindruckte.

### Sächsischer Landtag & Reichstag
Im November 1920 verpasste Schneller als Kandidat der KPD den Einzug in den ersten Sächsischen Landtag. Im März 1921 schied der KPD-Abgeordnete Gottfried Weimer aus dem Landtag aus und Schneller rückte für ihn im darauffolgenden Monat als Abgeordneter nach. Hier sprach er zu zahlreichen Minderheitsanträgen der KPD, die sein Fachgebiet Pädagogik betrafen. Dabei setzte er sich für eine umfassende Revolution des Bildungswesens ein, in dessen Mitte die Produktionsschule stehen sollte. Zugleich verteidigte er auch Anträge seiner Fraktion zur Bekämpfung des Kinderelends durch die Einführung von kostenloser Schulspeisung, Lernmittelfreiheit, kostenlosen ärztlichen und zahnärztlichen Untersuchungen für Schul- und Vorschulkinder sowie Ausstattung schulentlassener Kinder mit Kleidung. Außerdem war Schneller im Jahr 1923 Leiter der Proletarischen Hundertschaften. Im Herbst 1923 war Schneller, der damals der Parteiführung um Heinrich Brandler und August Thalheimer anhing, nach dem Hamburger Aufstand kurzzeitig inhaftiert. Zur gleichen Zeit wurde die Reichsexekution über Sachsen und Thüringen verhangen und die dortigen Koalitionsregierungen aus Sozialdemokraten und Kommunisten abgesetzt.
Schneller wurde im November 1924 auf eigenen Antrag aus dem Schuldienst entlassen und kandidierte im Wahlkreis 30 Chemnitz-Zwickau, wurde im Dezember 1924 Mitglied des Deutschen Reichstages in Berlin, dem er ununterbrochen bis zum Jahr 1933 angehörte, und später Leiter der Reichsparteischule der KPD „Rosa Luxemburg“ in Schöneiche-Fichtenau. Parteiintern gehörte er nach 1924 zunächst zu den Unterstützern der Führung um Ruth Fischer und Arkadi Maslow, schwenkte aber, nachdem er im Jahr 1925 ins Zentralkomitee gewählt worden war, zur neuen Führung um Ernst Thälmann über. Im Jahr 1927 wurde er Polleiter des Bezirkes Erzgebirge-Vogtland sowie eines von vier Mitgliedern des zentralen Politsekretariats, 1928 Kandidat (Ersatzmitglied) des Exekutivkomitees der Komintern. 1927/1928 engagierte er sich für die Aufdeckung des Phoebus-Skandals und stand seit dieser Zeit im Kontakt zum Bund der Köngener.
Schneller leitete im September 1928 die entscheidende Sitzung des ZK, die dazu führte, dass Thälmann aufgrund seiner Verstrickung in der Wittorf-Affäre seine Ämter ruhen ließ. Nach der Rehabilitierung Thälmanns verlor Schneller im Jahr 1929 seinen Sitz im ZK und wurde bis zum Herbst nur noch mit untergeordneten Aufgaben betraut. Im Oktober 1932 wurde Schneller wieder mit Führungsaufgaben beauftragt und erneut ins ZK berufen. Für die Reichstagswahlen nach Hitlers Machtantritt entwarf er einen Klebezettel, auf dem er den SA-Terror anprangerte und den er mit seinem vollen Namen unterzeichnete.

### Verfolgung im Nationalsozialismus

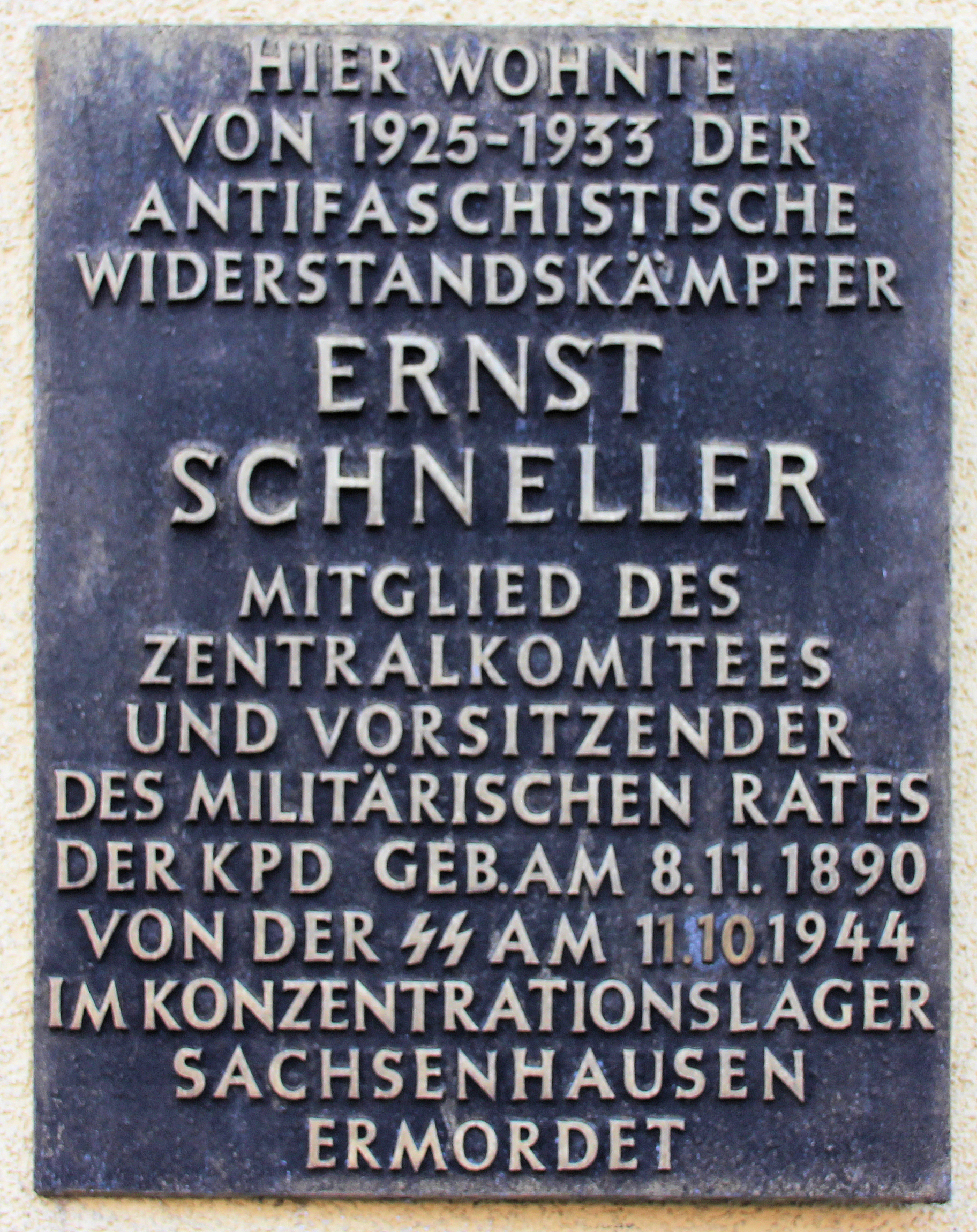
Gedenktafel am Haus Schnellerstr 70a, in Berlin-Niederschöneweide

Schneller nahm am 7. Februar 1933 an der Tagung des Zentralkomitees der KPD im Sporthaus Ziegenhals bei Berlin teil. Acht Tage später hielt er bei einer Veranstaltung des Klubs der Geistesarbeiter der KPD seine letzte öffentliche Rede. Infolge der Reichstagsbrandverordnung wurde Schneller am 28. Februar 1933 in Berlin verhaftet und in das Untersuchungsgefängnis Moabit gebracht. Im April 1933 wurde er in das KZ Sonnenburg überführt und saß ab 8. Juli 1933 in der Gefangenenanstalt II in Leipzig in Untersuchungshaft. Am 9. November 1933 wurde er wegen Aufforderung zum Hochverrat zu sechs Jahren Zuchthaus und fünf Jahren Ehrverlust verurteilt. Am 16. November 1933 trat er die Strafe im Zuchthaus Waldheim an, wo er bis zum Jahr 1939 zeitweise in Einzelhaft saß.
Im Juli 1939 wurde Schneller in das KZ Sachsenhausen überführt, wo er der Leitung der dortigen illegalen KPD-Organisation angehörte. Im März 1944 fanden die SS-Wachmannschaften Flugblätter und ein Radio der Gruppe, worauf die Widerstandsgruppe mit Spitzeln infiltriert wurde. Nach der weitgehenden Zerschlagung der Gruppe am 11. August 1944 wurden 150 Häftlinge in eine Isolierbaracke gebracht. Am 11. Oktober 1944 wurden 103 von ihnen ins KZ Mauthausen überstellt und 27 Häftlinge, zumeist Kommunisten, wurden erschossen. Unter ihnen waren Schneller, Mathias Thesen, Ludger Zollikofer, Rudolf Hennig und Gustl Sandtner.

## Familie

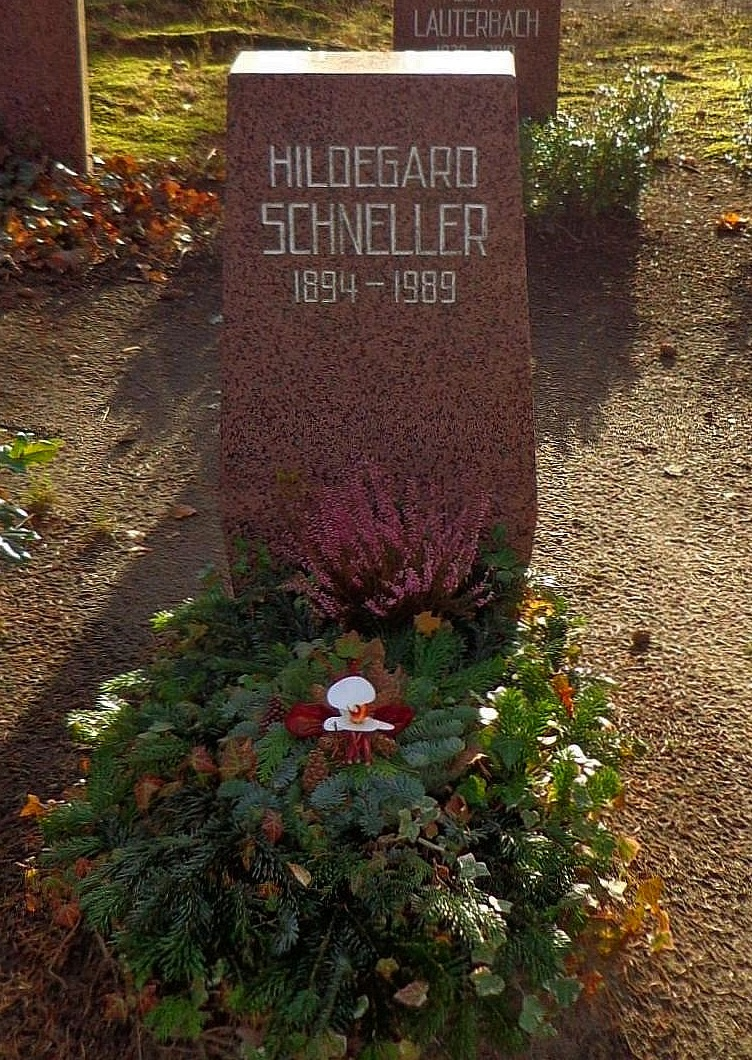
Ehrengrab von Hildegard Schneller in der Grabanlage Pergolenweg der Gedenkstätte der Sozialisten

Ernst Schneller hat 1916 in Kirchberg (Sachsen) Hildegard, geb. Schwedler (1894–1989) geheiratet. Ihre Tochter Waltraut (1920–1944) wurde vom Pfarrer Arthur Rackwitz in dessen Familie aufgenommen. Ihr Sohn Helmut Schneller, war unter dem Pseudonym Hans Rascher als Autor unter anderem für das Berliner Kabarett Die Distel tätig. Hildegard Schnellers Urne wurde im Jahr 1989 in einem Ehrengrab der Grabanlage Pergolenweg der Gedenkstätte der Sozialisten auf dem Berliner Zentralfriedhof Friedrichsfelde beigesetzt.
Ernst Schnellers Bruder Wilhelm (1894–1979) war in den Jahren 1924 bis 1930 Stadtverordneter der KPD in Leipzig und bis 1933 ebenso als Lehrer im Schuldienst tätig.

## Würdigungen

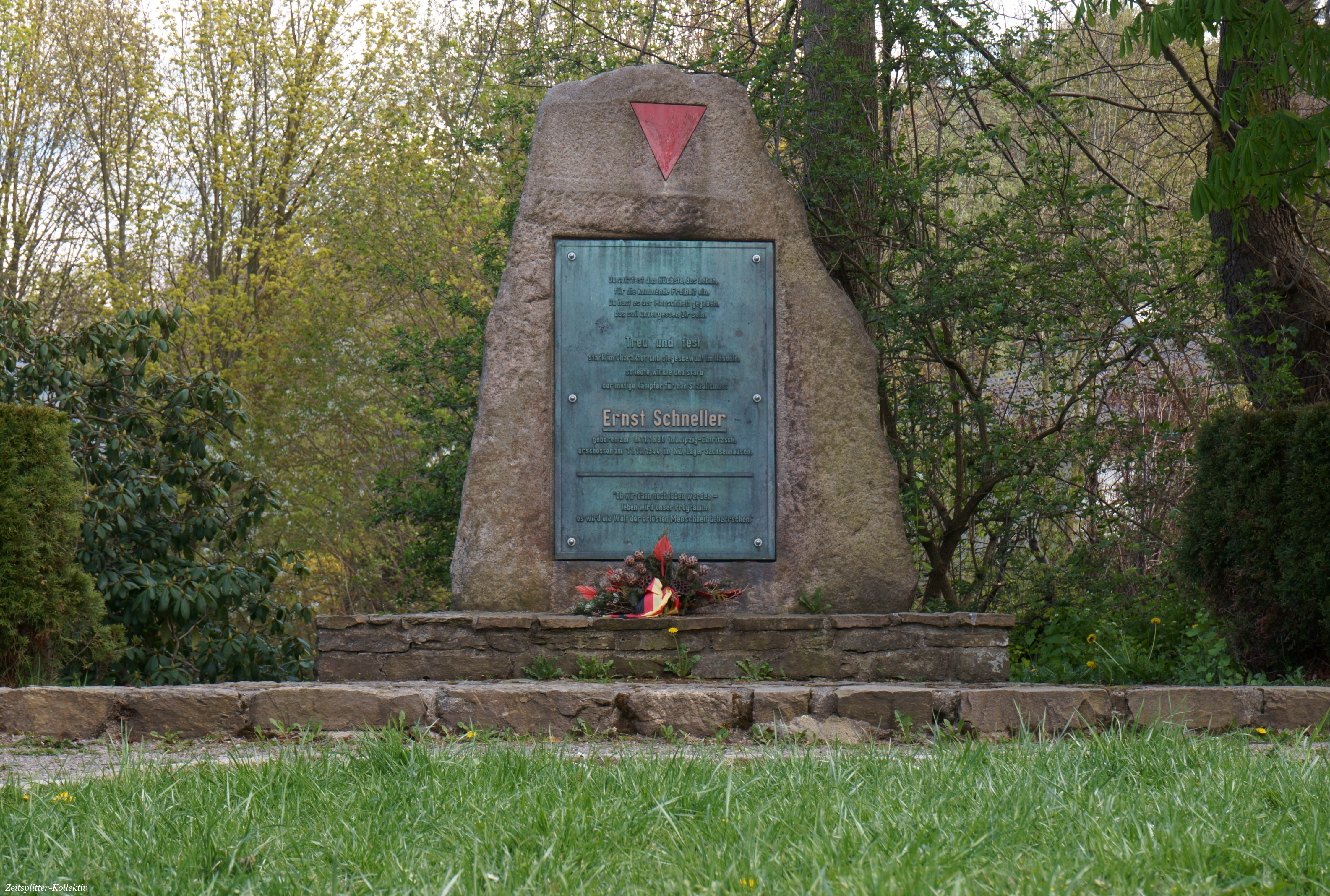
Gedenkstein für Ernst Schneller in Schwarzenberg, feierlich eingeweiht am 14. September 1952.

In der DDR wurden in sehr vielen Orten Schulen, in Berlin-Alt-Treptow die Ernst-Schneller-Kaserne, in Johanngeorgenstadt eine Jugendherberge, in Mittweida die Bezirksparteischule der SED und in Zwickau die Pädagogische Hochschule sowie in zahlreichen anderen Orten, zum Beispiel im Berliner Bezirk Treptow-Köpenick, Straßen nach Ernst Schneller benannt. In Petzow am Schwielowsee trug das Erholungsheim des FDGB seinen Namen. Hinzu kam das zentrale Aufnahme- und Beobachtungsheim mit angeschlossenem Spezialkinderheim in Eilenburg, das Schnellers Namen trug. Am 3. September 1973 wurde der „Geschoßwerfertruppenteil der NVA ‚Ernst Schneller‘“ aufgestellt. Auch eine Briefmarke wurde zu seinem Gedenken herausgegeben.
Die meisten dieser Ehrungen wurden ab 1990 rückgängig gemacht. Es gibt jedoch immer noch Ernst-Schneller-Straßen in Leipzig, Heidenau (Sachsen), Halle (Saale), Erfurt, Jena und anderen Städten. Auch die Schnellerstraße in Berlin-Niederschöneweide ist nach Ernst Schneller benannt. Seinen Namen trug außerdem die größte Yacht – ein 150-m²-Seekreuzer – der GST-Marineschule „August Lütgens“ in Greifswald-Wieck. Der Sportsegler stand von 1954 bis 1989/90 im Dienst der GST, wurde anschließend von Greifswald nach Anklam verlegt und erhielt dort den neuen Namen Wappen von Anklam. Weiterhin wurde die Ernst-Schneller-Medaille für Leistungen in der Gesellschaft für Sport und Technik gestiftet.
In der Fernsehbiografie des DDR-Fernsehens über Thälmann (1986) hat Schneller mehrere Auftritte. Er wird dort von Wilfried Pucher dargestellt.
In seinem früheren Wirkungsort Schwarzenberg wurde am 22. Oktober 1988 nach anderthalbjähriger Bauzeit unter anderem in Anwesenheit seiner Tochter und von Mitgliedern einer nach ihm benannten Kampfgruppen-Einheit ein Ernst-Schneller-Ehrenhain mit einer von Klaus Schönherr angefertigten Bronzebüste und holzverkleideten Säulen im Hintergrund eingeweiht.
Seit dem Jahr 1992 erinnert in Berlin in der Nähe des Reichstags eine der 96 Gedenktafeln für von den Nationalsozialisten ermordete Reichstagsabgeordnete an Schneller.
Am 11. Oktober 2014 wurde für die 70 Jahre zuvor erschossenen 27 Gefangenen, unter denen auch Ernst Schneller war, in der Gedenkstätte Sachsenhausen das Denkmal „Klang der Erinnerung / La voix du souvenir“ der Künstlerin Eva Susanne Schmidhuber eingeweiht. Es wurde an der Kunsthochschule Berlin-Weißensee im Rahmen eines künstlerischen Wettbewerbs ausgewählt, der zusammen mit den Angehörigen der Ermordeten durchgeführt wurde.

## Rezeption
Schneller wurde von Wegbegleitern für seine anhaltenden politischen Schwenkungen kritisiert. Die innerparteiliche Opposition verspottete seine wichtige Rolle innerhalb der Partei, weil er lediglich „klüger als Ernst Thälmann und fleißiger als Philipp Dengel“ sei. Ebenso galt Schneller innerhalb der kommunistischen Bewegung als Wendehals; auf Grund seiner ständigen Schwankungen hin zur jeweiligen Parteiführung bezeichnete ihn beispielsweise Nikolai Bucharin als „politisch charakterloses Subjekt“.
Karl Retzlaw schrieb in seiner Biografie über Schneller: „Schneller war der Typ des „Kartothekowitsch“, äusserst fleissig, unzugänglich bis zur Arroganz, er hatte niemals Zeit.“

### Filme
- Ernst Schneller. Deutscher Widerstandskämpfer und Revolutionär, DEFA-Spielfilm, 1977, Regie: Rudi Kurz.

## Publikationen (Auswahl)
- Zum 13. März (1926) (Memento vom 10. Mai 2007 im Internet Archive) marxistische-bibliothek.de
- Zehn Jahre Sowjetunion (1927) (Memento vom 10. Mai 2007 im Internet Archive) marxistische-bibliothek.de
- Die Wahrheit über das russische Dorf. Tatsachen und Zahlen über die Lage der Bauernschaft in der Sowjet-Union. Vereinigte internationale Verlagsanstalt, Berlin 1927.
- Phoebus-Skandal: Korruption und Geheimrüstungen. Internat. Arbeiter-Verlag, Berlin 1928.
- Die Rettung. In: Die Links-Kurve. Internationaler Arbeiterverlag, Berlin 2. Jg. Nr. 2, Februar 1930, S. 3–5.
- Die ungeheuere Gefahr. In: Die Links-Kurve. Internationaler Arbeiterverlag, Berlin 2. Jg. Nr. 4, April 1930, S. 1–2.
- Offensive für das proletarische Buch. In: Die Links-Kurve, Dezember 1930, 2. Jg., Nr. 12, S. 1–3. Internationaler Arbeiterverlag, Berlin.
- Potempa. Die Ermordung des Arbeiters Pietczuch. Internationaler Arbeiter-Verlag, Berlin 1932 (Flugschrift der KPD; Microfiche-Ausgabe 1992, ISBN 3-628-00709-7).